# Jagdzeughaus Kranichstein
Das Jagdzeughaus in der Kranichsteiner Straße 253 ist ein Bauwerk in Darmstadt-Kranichstein, das zum Bereich des Jagdschlosses Kranichstein der Landgrafschaft Hessen-Darmstadt gehörte. Es ist aus architektonischen, jagdgeschichtlichen und stadtgeschichtlichen Gründen ein Kulturdenkmal.
Das Jagdzeughaus beherbergt heute das „bioversum Jagdschloß Kranichstein“, ein Museum der Biodiversität und biologischen Invasionen am Beispiel der heimischen Lebensräume. Dabei liegt der Fokus auf dem Rotbuchenwald. Im von der alten Mauer umschlossenen Freigelände sind weitere interaktive Entdeckungsstationen. Weiterhin befinden sich heute eine Gaststätte und ein Tagungshotel im Gebäude.

## Geschichte und Beschreibung
Das Jagdzeughaus wurde in den Jahren 1688 bis 1690 erbaut. Stilistisch gehört das Bauwerk zum Barock. Bauherr war der Landgraf Ernst Ludwig. Als Zeughaus war es speziell für die Aufbewahrung von Gegenständen und Tieren für die herrschaftlich Jagd vorgesehen oder nach dem Grimmschen Wörterbuch „zur aufbewahrung des hohen, mittleren und kleinen jagdzeuges“.
Das zweigeschossige Gebäude wurde aus Bruchsteinen gemauert und besaß ein schiefergedecktes Mansarddach. Das Jagdzeughaus ist 112 Meter lang, 10 Meter breit und hat 25 Fensterachsen. Das Erdgeschoss bestand aus einem einzigen, durchgehenden Stall. Erschlossen wurde der Stall durch zwei Tore an den Stirnseiten des Hauses. Auf der nördlichen Giebelseite befindet sich ein großes Geweih am Giebel.
Im Erdgeschoss – des zur Zeit der Parforcejagd gebauten Hauses – standen die Wagen und ruhten die Pferde. Im Obergeschoss lagen die Schlafräume der Jäger und Knechte. Unter dem hohen luftigen Mansarddach hingen die sogenannten Jagdlappen, die zum eingestellten Jagen benutzt wurden. Auf diese Lappen für die Lappjagd, eine spezifische Form der Treibjagd oder Drückjagd, bezieht sich die Redensart „Durch die Lappen gehen“.
Unmittelbar hinter dem Jagdzeughaus befanden sich die Hundezwinger (auch „Wolfszwinger“). In diesen Zwingern wurden Wolfshunde gezüchtet. Die Wolfshunde wurden als Jagdhunde eingesetzt, erwiesen sich aber als untauglich für die Jagd.

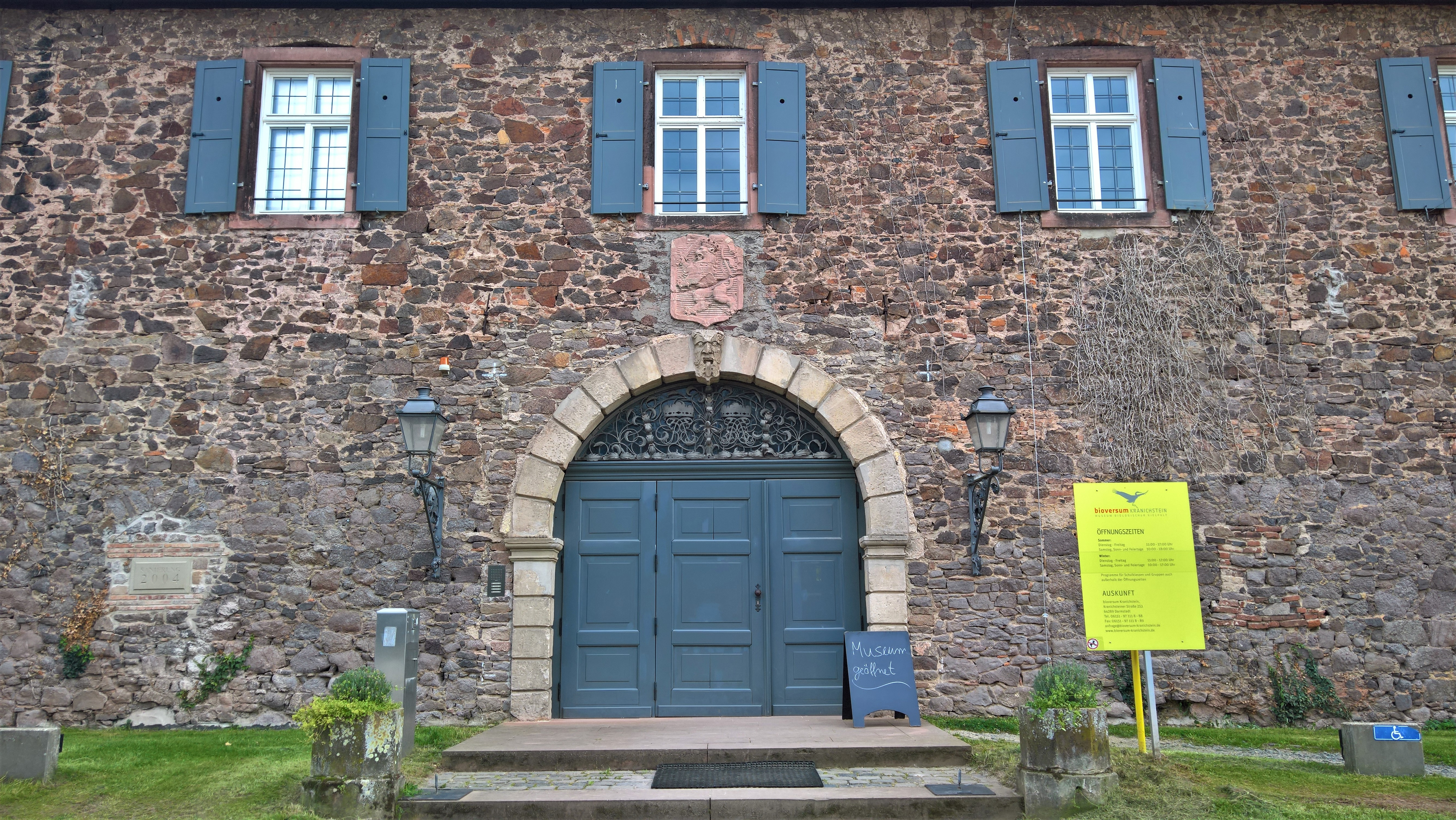
Haupttor mit Hessen-Wappen, heute Museumseingang
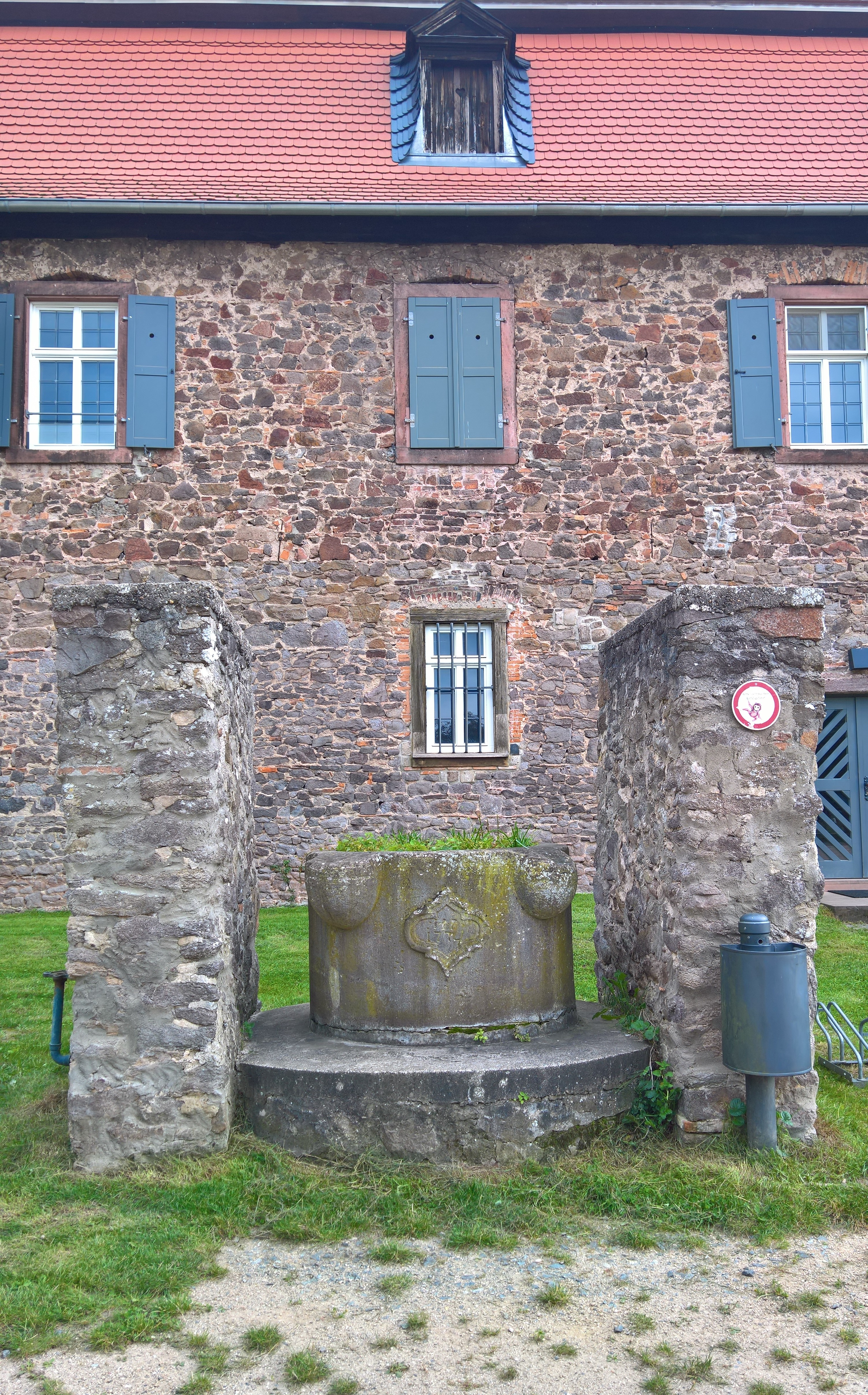
Tröge (mit Inschrift HP 1774) links und rechts des Gebäudes
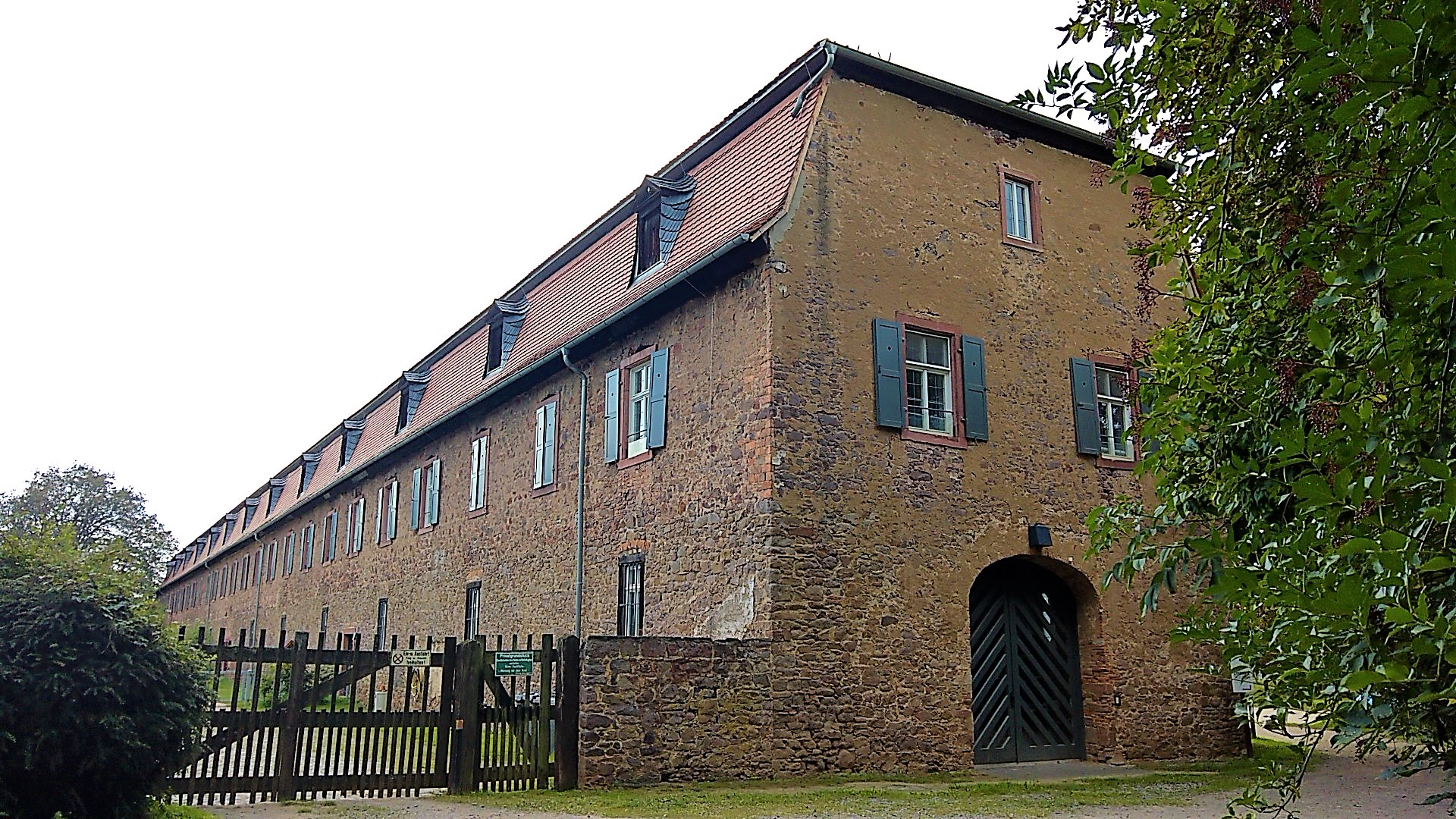
Rück- und Seitenansicht
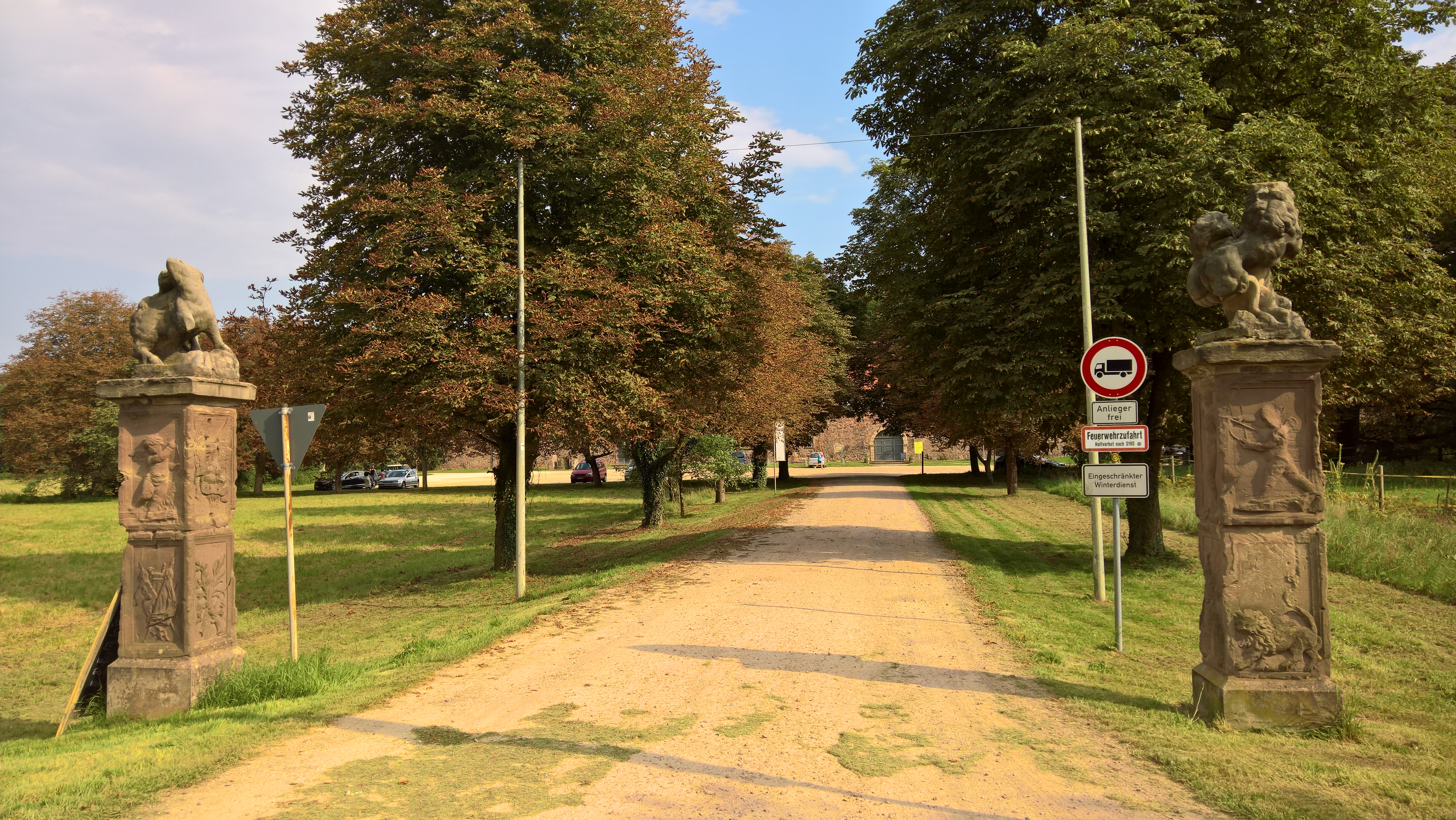
Eingang von der Straße
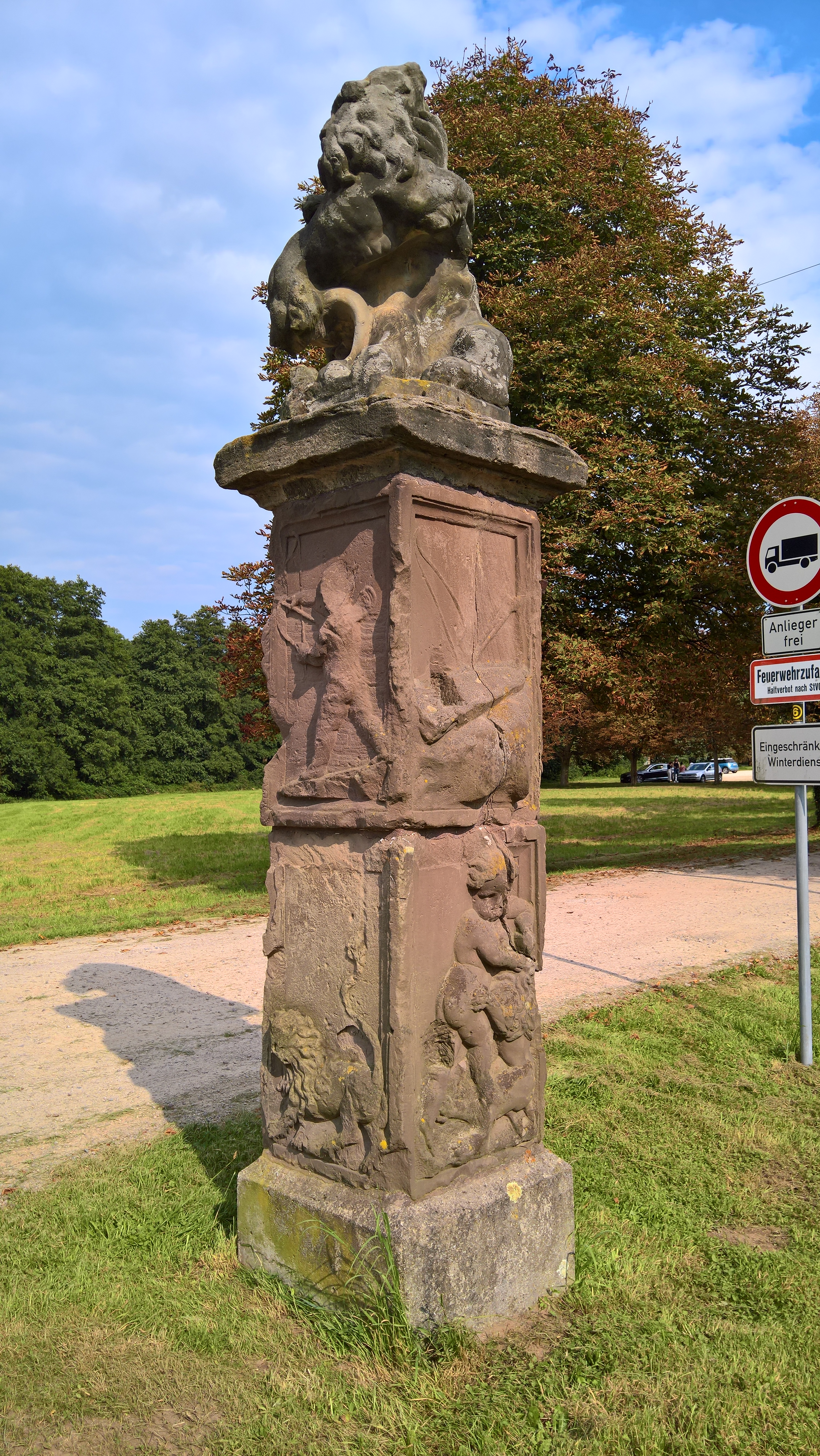
Südliche Eingangssäule